# Pietro di Giovanni Olivi
Pietro di Giovanni Olivi, in occitano Pèire de Joan-Oliu (Sérignan, 1248 circa – Narbona, 14 marzo 1298), è stato un francescano, predicatore e teologo francese.
È considerato uno dei capostipiti del movimento francescano degli Spirituali.

## Biografia

### Origini e formazione teologica
Nato a Sérignan, in Linguadoca, entrò molto giovane nel convento dei Frati Minori di Béziers. Studiò teologia a Parigi dove fu forse allievo di Guillaume de la Mare e John Peckham, in contemporaneità con Matteo d'Acquasparta e Ricardo di Mediavialla. Però non consegue mai la laurea e torna come insegnante nei conventi di Linguadoca.
Aderì alle tesi gioachimite e alle tendenze spirituali e rigoriste presenti nel movimento francescano, attirandosi sospetti di eresia: nel 1274 il generale dell'Ordine, Girolamo d'Ascoli, l'obbligò a ritrattare alcune sue opinioni e nel 1283 il nuovo generale, Bonagrazia da San Giovanni in Persiceto, proibì i suoi scritti, dopo che una commissione di sette frati dell'Università di Parigi aveva condannato come eterodosse trentaquattro sue affermazioni. Con l'elezione a generale di Matteo d'Acquasparta, i suoi scritti vennero nuovamente sottoposti ad un esame, ma il capitolo generale francescano, convocato a Montpellier nella Pentecoste del 1287, ascoltata la difesa dell'Olivi, lo sciolse da ogni accusa.

### Difensore della corrente rigorista all'interno dell'ordine francescano
L'Olivi aveva collaborato alla redazione della lettera bollata Exiit qui seminat di papa Niccolò III (promulgata il 14 agosto 1279) in cui si affermava l'assoluta povertà di Cristo e degli apostoli e la coerenza evangelica della scelta di totale povertà dei Francescani (cui era però lecito raccogliere elemosine anche in denaro per il nutrimento dei malati, i propri vestiti, la costruzione dei conventi e l'acquisto di libri). Con questa lettera veniva anche istituita la figura del procuratore di nomina pontificia per l'amministrazione dei beni dei Francescani, che a nessun titolo potevano essere proprietari dei beni che usavano.
Il problema rappresentato da Pietro di Giovanni Olivi comincia a delinearsi esplicitamente nel Capitolo generale del 1282 (convocato a Strasburgo). Il Capitolo affida a sette maestri dell'Università di Parigi (tra i quali i futuri ministri generali Arlotto da Prato e Giovanni Minio da Morrovalle) l'esame delle opinioni di Olivi. Questo esame sfocerà nella condanna di trentaquattro proposizioni dell'Olivi in materia di uso povero (usus pauper) dei beni materiali: un memoriale con l'elenco di queste proposizioni è mandato a tutti i conventi di Provenza, e in un documento (Littera septem sigillorum) vengono enunciate ventidue affermazioni che Olivi deve sottoscrivere in segno di ritrattazione. Olivi inizialmente accetta di sottomettersi, anche se in seguito affermerà di essere stato costretto senza che gli fosse data la possibilità di sostenere le sue ragioni. Il successivo capitolo di Milano (1285) proibirà a tutti i frati la lettura delle opere di Olivi.
Durante il capitolo elettivo di Montpellier (maggio 1287, capitolo in cui viene eletto ministro generale Matteo di Acquasparta), il ministro provinciale di Provenza, Arnaud de Roquefeuil, denuncia al Capitolo Pietro di Giovanni Olivi come capo di una setta superstiziosa e scismatica. Comincia la fase più aspra dello scontro a proposito dell’usus pauper. Pietro di Giovanni Olivi viene convocato perché si giustifichi, soprattutto in seguito alla composizione di un suo trattato proprio sull’usus pauper. Le spiegazioni di Olivi vengono accettate dai capitolari.
Tra il 1287 e il 1289 egli fu professore di teologia (lector) presso il convento francescano di Santa Croce a Firenze, dove ebbe come studente anche Ubertino da Casale e probabilmente ebbe qualche contatto con il giovanissimo Dante Alighieri. Risale a questo periodo la stesura di un notevole commentario all'Apocalisse, la Lectura super Apocalypsim (in seguito conosciuta anche come Postilla), in cui l'ispirazione gioachimita era evidente: la storia della Chiesa è descritta come una continua lotta tra carnalità e spiritualità, lotta che si dispiega attraverso diverse epoche in successione.
Nel 1289 l'Olivi venne designato dalla Corona d'Aragona come responsabile dell'educazione dei tre figli di Carlo II d'Angiò, tenuti in ostaggio da Alfonso il Liberale dopo la crociata contro la Corona d'Aragona risoltasi in una tragica sconfitta per i franco-angioini. Il maggiore di questi tre ragazzi, che sarebbero stati riconsegnati al padre solo sette anni più tardi, Luigi, probabilmente sotto l'influsso dell'Olivi, decise di rinunciare ai diritti della primogenitura (era il secondo figlio maschio, ma nel frattempo era morto suo fratello maggiore Carlo Martello), si fece frate francescano e più tardi venne ordinato vescovo di Tolosa.
L'Olivi riconobbe la validità della abdicazione di papa Celestino V e quindi l'effettiva autorità del grande nemico dei Francescani spirituali, il papa Bonifacio VIII. Nel 1289 venne trasferito a Montpellier, dove rimase fino alla morte, sempre impegnato nell'insegnamento della teologia.
Intorno all'Olivi si formarono circoli di uomini e donne devote (Beghini) che attingevano dalla spiritualità del loro maestro indicazioni di vita, soprattutto circa il modo di gestire il rapporto con il denaro. L'Olivi è uno dei primi intellettuali cattolici medievali ad affrontare il tema del denaro e del prestito a interesse (fino ad allora condannato, almeno formalmente, come usura).
La sua riflessione si muoveva anche sul tema della povertà francescana: la lettera bollata Exiit qui seminat aveva infatti risolto (in modo definitivo, apparentemente) il problema della proprietà dei beni dei Francescani, dichiarando che tutti i beni dei Frati Minori appartenevano alla Santa Sede che ne concedeva l'uso ai frati; eppure, secondo Pietro di Giovanni Olivi, la vera questione era proprio quella dell'uso che si faceva dei beni (la questione dell'usus pauper) e non delle modalità del possesso.

### La morte di Pietro di Giovanni Olivi e la persecuzione dei suoi discepoli
L'Olivi morì il 14 marzo 1298 e la sua tomba divenne ben presto meta di pellegrinaggi e luogo in cui si diceva avvenissero miracoli. Le sue opere cominciarono a circolare anche in traduzione volgare. Il capitolo generale francescano di Lione (convocato nel 1299) ordina di bruciare tutte le opere di Olivi.
Il 6 maggio 1312 il Concilio di Vienne promulgò il decreto Fidei Catholicae Fundamentum, in cui venivano esaminate tre tesi teologiche sostenute dall'Olivi: veniva riaffermata la dottrina tradizionale cattolica circa l'essenza divina, l'anima come forma del corpo e gli effetti del battesimo dei bambini, ma non ci fu ancora una condanna esplicita dell'Olivi. Tale condanna venne invece con papa Giovanni XXII (1316-1334), quando ormai l'Olivi era diventato una delle autorità principali cui si rifacevano i Francescani (difensori della assoluta povertà di Cristo nella disputa contro i Domenicani) ma anche i sostenitori dell'imperatore Ludovico il Bavaro in contrapposizione al Papato. La tomba dell'Olivi venne distrutta nel 1318 su ordine del Papa stesso, i suoi resti furono dispersi e diverse frasi della Lectura super Apocalypsim vennero condannate come eretiche ancora nel 1326.

## Olivi nella storiografia cattolica moderna
La figura di Olivi fu oggetto di interpretazioni divergenti e spesso addirittura opposte, nei secoli successivi. Lo storico del cristianesimo Ignaz von Döllinger, oppositore del dogma della infallibilità papale, affermò che per Olivi «la Chiesa che esiste oggi, cioè la Chiesa romana, è carnale e sarà progressivamente distrutta, in modo che progressivamente sia edificata la Chiesa spirituale». Per lo storico francese Ernest Renan Pietro di Giovanni Olivi era «un religioso esaltato [...] secondo il quale questa Chiesa comunemente chiamata universale, cattolica e militante, è la Babilonia impura». Secondo il teologo Henri de Lubac, invece, (con maggiore coerenza nei confronti dei testi di Olivi giunti fino a noi, ma anche con l'evidente preoccupazione di salvare Olivi da ogni accusa di gioachimismo) al francescano «si deve il primo trattato specifico sulla infallibilità papale [...] di una ortodossia perfetta. [Olivi] non aveva mai dato il minimo spunto ai detrattori della Chiesa gerarchica e [...] fu in persona per tutta la vita un modello di obbedienza».

## La filosofia di Aristotele nel pensiero di Olivi
Olivi è certamente antiaristotelico, sotto un duplice punto di vista: per le sue dottrine, per il suo temperamento. Tuttavia il suo antiaristotelismo non è assoluto: le divergenze dottrinali dall'aristotelismo sono certamente più profonde e palesi che la consonanza con il pensiero di Aristotele, sarebbe tuttavia inesatto qualificare la posizione filosofica oliviana come esclusivamente e totalmente negativa nei confronti della speculazione aristotelica.
L'opposizione all'aristotelismo in Olivi è ispirata da ragioni molteplici e diverse, e si presenta quindi con caratteristiche e sfumature diverse. Questa opposizione, tuttavia, scaturisce principalmente da tre considerazioni fondamentali: innanzi tutto dalla concezione diversa che il paganesimo offre della realtà del mondo, rispetto alla rivelazione cristiana; in secondo luogo dall'autorità eccessiva che secondo Olivi era attribuita ad Aristotele nelle università del tempo; e, infine, dai gravi errori che Olivi crede essere contenuti nella speculazione filosofica dello Stagirita.
In Olivi bisogna distinguere innanzi tutto un antiaristotelismo come momento specifico della sua visione generale della vita e della realtà, visione religiosa e cristiana. Egli è antiaristotelico in quanto "aristotelismo" significava assenza della rivelazione cristiana, produrre una visione del mondo senza il sostrato e l'apporto vivo di una verità che trascende le forze naturali dell'intelletto umano: l'aristotelismo era così la cifra della scienza mondana in opposizione alla sapienza cristiana, della natura in opposizione alla grazia. Olivi non rifiuta aprioristicamente ogni speculazione elaborata dai filosofi pagani, ma ove presuma che i filosofi insegnino l'errore, o che la loro dottrina non abbia il "sapore" della verità evangelica, egli denuncia apertamente e combatte quell'errore e quella dottrina, affinché discepoli poco avveduti non ne rimangano vittime.
Questa posizione guardinga e sfiduciata nel confronti delle possibilità umane costituisce il primo aspetto dell'antiaristotelismo oliviano. Secondo lui l'aristotelismo non soddisfa il minimo di fondatezza e di concordanza con la rivelazione e con lo spirito della filosofia cristiana.
Un altro aspetto di antiaristotelismo in Olivi è quello contro il culto eccessivo della persona e dell'autorità di Aristotele. È un antiaristotelismo occasionale, il quale più che per i concetti si qualifica per il modo con cui esso si esprime. Qui è l'uomo Olivi, temperamento vivido e appassionato che attacca ed esplode contro il pagano Aristotele, di cui tenta di piegare e demolire l'ascendente, il fascino, il mito.
Affidarsi ciecamente ad Aristotele, per Olivi, significa incamminarsi in errori funesti. Soltanto la Sacra Scrittura è fonte di autorità: nei confronti di ogni altra verità la sola autorità che vale è quella del ragionamento e dell'esperienza.
Ma c'è soprattutto un antiaristotelismo strettamente dottrinale, non più come atteggiamento spirituale generico contro l'invadenza di una filosofia pagana o come reazione personale e psicologica contro l'eccessiva autorità attribuita allo Stagirita, ma come posizione teoretica e sistematica, che investe determinati principi su cui si fonda e si articola una determinata visione della realtà, e che di quei principi denuncia l'inconsistenza e l'inefficacia, opponendovi altri principi ritenuti più validi ed atti a garantire, insieme con le esigenze della ragione, quelli preminenti ed insopprimibili della fede.

### Opere di P. di Giovanni Olivi
- (LA)  Peter Olivi's rule commentary. David Flood, ed.  Wiesbaden: F. Steiner, 1972.
- (IT)  Usure, compere e vendite : La scienza economica del XIII secolo. Amleto Spicciani, Paolo Vian e Giancarlo Andenna, edd.  Milano: Europia, 1990.
- (LA)  De usu paupere : The Quaestio and the Tractatus. David Burr, ed.  Firenze: Olschki, 1992.
- (LA)  Quaestio de mendicitate. David Flood, ed.  Archivum Franciscanum historicum 87 (1994) : 299-347.
- (LA)  Peter of John Olivi on the Bible. David Flood e Gedeon Gál, edd.  Saint Bonaventure NY: Franciscan Institute Publications, St. Bonaventure University, 1997.
- (LA)  Epistola ad fratrem R., Sylvain Piron, Cynthia Kilmer, Elsa Marmursztejn, ed.  Archivum Franciscanum Historicum. 91 (1998) : 33-64.
- (LA)  Quaestiones de romano pontifice. Marco Bartoli, ed.  Grottaferrata: Editiones Collegii s. Bonaventurae ad Claras Aquas, 2002.
- (LA)  Quodlibeta quinque. Stefano Defraia, ed. Grottaferrata: Editiones Collegii s. Bonaventurae ad Claras Aquas, 2002.
- (LA)  Quaestio de locutionibus angelorum. Sylvain Piron, ed. Oliviana. Mouvements et dissidences spirituels, XIIIe-XIVe siècles. 1, 2006. On-line: http://oliviana.revues.org/index27.html
- (LA)  Lecturae super Pauli Epistolas. Alain Boureau, ed. Turnout: Brepols (Corpus Christianorum Continuatio Mediaevalis, 233), 2010.
- (LA)  Lectura Super Lucam et Lectura Super Marcum. Fortunato Iozzelli ed.  Grottaferrata: Frati Editori di Quaracchi-Fondazione Collegio San Bonaventura (Collectio Oliviana, 5), 2010.
- (LA, FR)  Tractatus de contractibus / Traité des contrats. Sylvain Piron ed. trad. comment. Paris, Les Belles-Lettres (Bibliothèque scolastique, 5), 2012.

### Saggi, articoli, sezioni di opere su P. di Giovanni Olivi
- L'attesa dell'età nuova nella spiritualità della fine del Medioevo: convegni del Centro di studi sulla spiritualità medievale, III. Todi, 1960. Todi: presso l'Accademia Tudertina, 1962.
- (FR)  Barone, Giulia. "L'œuvre escatologique de Pierre Jean-Olieu et son influence : Un bilan historiographique." Fin du monde et signes des temps : Visionnaires et prophètes en France méridionale (fin XIIIe-début XVe siècle). Toulouse: Privat, 1992. 49-61.
- Bartoli, Marco. "Pietro di Giovanni Olivi nella recente storiografia sul tema dell'infallibilità pontificia." Bullettino dell'Istituto Storico Italiano per il Medio Evo e archivio muratoriano (1994) : 149-200.
- (FR)  Bartoli, Marco. "Olivi et le pouvoir du pape." Pierre de Jean Olivi (1248-1298): Pensée scolastique, dissidence spirituelle et societé: Actes du colloque de Narbonne (mars 1998). Alain Boureau e Sylvain Piron, edd.. Paris : Vrin, 1999. 173-192.
- Burr, David. Olivi e la povertà francescana : Le origini della controversia sull'usus pauper. Milano: Edizioni Biblioteca francescana, 1992.
- (EN)  Burr, David. Olivi's Peaceable Kingdom : A Reading of the Apocalypse Commentary. Philadelphia: University of Pennsylvania Press, 1993.
- (FR)  Burr, David. L'histoire de Pierre Olivi : Franciscain persécuté ; traduction et préface de François-Xavier Putallaz. Paris: Éditions du Cerf, 1997.
- (EN)  Burr, David. "The Antichrist and the Jews in Four Thirteenth-century Apocalypse Commentaries." Friars and Jews in the Middle Ages and Renaissance. Susan E. Myers e Steven J. McMichael, edd.  Leiden, Boston: Brill, 2004. 23-38.
- (FR)  Dahan, Gilbert. "L'exégèse des livres prophétiques chez Pierre de Jean Olieu." Pierre de Jean Olivi (1248-1298): pensée scolastique, dissidence spirituelle et societé: actes du colloque de Narbonne (mars 1998). Alain Boureau e Sylvain Piron, edd.  Paris: Vrin, 1999. 92-114.
- (EN)  Flood, David. "Poverty as Virtue, Poverty as Warning, and Peter of John Olivi." Pierre de Jean Olivi (1248-1298) : Pensée scolastique, dissidence spirituelle et societé : Actes du colloque de Narbonne (mars 1998). Alain Boureau e Sylvain Piron, edd.  Paris: Vrin, 1999. 157-172.
- (EN)  Flood, David. "Peter Olivi's Economic Connection with Early Franciscan History." Ovidio Capitani : Quaranta anni per la storia medioevale. Maria C. De Matteis, ed.  Bologna: Pàtron, 2003. 73-87.
- Lambertini, Roberto. "La difesa dell'ordine francescano di fronte alle critiche dei secolari in Olivi." Pierre de Jean Olivi (1248-1298) : Pensée scolastique, dissidence spirituelle et societé ; Actes du colloque de Narbonne (mars 1998). Alain Boureau e Sylvain Piron, edd.  Paris: Vrin, 1999. 193-206.
- Landi, Marcello. "Uno dei contributi della Scolastica alla scienza economica contemporanea : la questione del giusto prezzo, o del valore delle merci". Divus Thomas 113 (2010) : 126-143.
- Lunghi, Elvio. "L'influenza di Pietro di Giovanni Olivi e Ubertino da Casale nel programma iconografico del transetto della chiesa inferiore di S. Francesco ad Assisi." Collectanea Franciscana : Periodicum cura Instituti Historici Ordinis Fratrum Minorum Capuccinorum editum 67 (1997) : 167-188.
- Maccarrone, Michele. "Una questione inedita dell'Olivi sull'infallibilità del papa." Rivista di storia della Chiesa in Italia 3 (1949) : 309-343.
- Manselli, Raoul. La 'Lectura super Apocalipsim' di Pietro di Giovanni Olivi : Ricerche sull'escatologismo medioevale. Roma: Istituto Storico Italiano per il Medio Evo, 1955.
- Manselli, Raoul. Spirituali e beghini in Provenza. Roma: Istituto Storico Italiano per il Medio Evo, 1959.
- Manselli, Raoul. "La terza età, Babylon e l'anticristo (a proposito di Pietro di Giovanni Olivi)." Ricerche sull'influenza della profezia nel basso medioevo : Offerte dall'Istituto Storico Italiano per il Medio Evo ai partecipanti al Congresso Internazionale tenuto in occasione del 90º anniversario della sua fondazione (Roma, 22-27 ottobre 1973). Roma: Istituto Storico Italiano per il Medio Evo, 1973. 47-79.
- Pásztor, Edith. "Giovanni XXII e il gioachimismo di Pietro di Giovanni Olivi." Ricerche sull'influenza della profezia nel basso medioevo : Offerte dall'Istituto Storico Italiano per il Medio Evo ai partecipanti al Congresso Internazionale tenuto in occasione del 90º anniversario della sua fondazione (Roma, 22-27 ottobre 1973). Roma: Istituto Storico Italiano per il Medio Evo, 1973. 81-111.
- (FR)  Piron, Sylvain. "Les œuvres perdues d'Olivi : essai de reconstitution". Archivum Franciscanum Historicum, 91 (1998): 357-394.
- (FR)  Piron, Sylvain. "Marchands et confesseurs. Le Traité des contrats d'Olivi dans son contexte (Narbonne, fin XIIIe-début XIVe siècle)". L'Argent au Moyen Âge. XXVIIIe Congrès de la SHMESP (Clermont-Ferrand, 1997). Paris: Publications de la Sorbonne, 1998. 289-308.
- (FR)  Piron, Sylvain. "Perfection évangélique et moralité civile. Pierre de Jean Olivi et l'éthique économique franciscaine". Molina, B, Scarcia, G. edd. Ideologia del credito fra Tre e Quattrocento : dall'Astesano ad Angelo da Chivasso. Atti del convegno internazionale. Asti: Centro di studi sui Lombardi e sul credito nel medioevo, 2001. 103-143.
- (FR)  Piron, Sylvain. "Olivi et les averroïstes". Freiburger Zeitschrift für Philosophie und Theologie. 53 (2006) : 251-309.
- (FR)  Piron, Sylvain. "Censures et condamnation de Pierre de Jean Olivi : enquête dans les marges du Vatican". Mélanges de l'Ecole française de Rome – Moyen Âge. 118 (2006) : 313-373.
- (FR)  Piron, Sylvain. "L'expérience subjective chez Pierre de Jean Olivi". Boulnois, O. (ed.). Généalogies du sujet. De saint Anselme à Malebranche. Paris : Vrin, 2007. 43-54.
- (FR)  Piron, Sylvain. "Le métier de théologien selon Olivi. Philosophie, théologie, exégèse et pauvreté". König-Pralong, C., Ribordy, O., Suarez-Nani; T. (ed.). Pierre de Jean Olivi. Philosophe et théologien. Berlin : De Gruyter (Scrinium Friburgense, 29), 2010. 17-85.
- Sylvain Piron, Pietro di Giovanni Olivi e i francescani Spirituali, traduzione di Paolo Canali, introduzione di Gian Luca Potestà, Fonti e ricerche, vol. 32, Milano, Edizioni Biblioteca Francescana, 2021, ISBN 9788879623520.
- Pietro di Giovanni Olivi : Verso una nuova età, chiesa, società, economia : Studi in occasione delle Giornate dell'Osservanza di Bologna, 13-14 maggio 1989. Bologna: Banca del Monte di Bologna e Ravenna, 1989.
- Potestà, Gian L. Dominio o uso dei beni nel giardino dell'Eden? Un dibattito medievale fra diritto e teologia ; Introduzione di Giuseppe Vigorelli ; Ciclo di conferenze e seminari "L'uomo e il denaro" Milano 16 maggio 2005. Milano: Università Cattolica del Sacro Cuore, 2005.
- (FR)  Rusconi, Roberto. "À la recherche des traces authentiques de Joachim de Flore dans la France méridionale." Fin du monde et signes des temps : Visionnaires et prophètes en France méridionale (fin XIIIe-début XVe siècle). Toulouse: Privat, 1992. 63-80.
- Rusconi, Roberto. "Alla ricerca delle autentiche tracce di Gioacchino da Fiore nella Francia meridionale." Florensia : Bollettino del Centro internazionale di studi gioachimiti 6 (1992) : 57-71.
- (CA)  Sabaté, Flocel, ed.  Utopies i alternatives de vida a l'Edat Mitjana ; Reunió científica XII curs d'estiu Comtat d'Urgell celebrat a Balaguer els dies 4, 5, i 6 de juliol de 2007 sota la direcció de Flocel Sabaté i Maite Pedrol. Lleida: Pagès, 2009.
- (DE)  Schlageter, Johannes. Das Heil der Armen und das Verderben der Reichen : Petrus Johannis Olivi OFM: die Frage nach der höchsten Armut. Werl Westfalen: Dietrich-Coelde-Verlag, 1989.
- Todeschini, Giacomo. Ricchezza francescana: Dalla povertà volontaria alla società di mercato. Bologna: Il Mulino, 2004.
- Jacobelli Maria Caterina. “ La povertà francescana e il capitalismo medievale negli scritti  di Pietro Di Giovanni Olivi”.Roma: Miscellanea Francescana, 2014